# كوتا ليونيتية
الكوتا الليونيتية (باللاتينية: Cota lyonnetioides) نوع نباتي يتبع جنس الكوتا من الفصيلة النجمية. كان هذا النوع يوضع ضمن جنس الأربيان وكان يسمى الأربيان الليونيتي (باللاتينية: Anthemis lyonnetioides).

## الموئل والانتشار
موطنها بلاد الشام.

## مرادفات للاسم العلمي
- (باللاتينية: Anthemis lyonnetioides (Boiss. & Kotschy) Boiss.)